# Abbazia del Paracleto

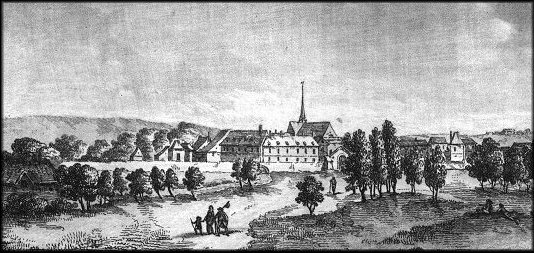
L'abbazia del Paracleto poco prima della sua distruzione

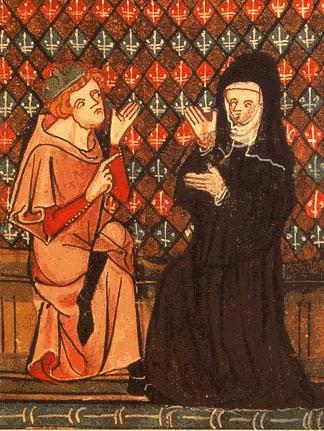
Abelardo ed Eloisa

L'Abbazia del Paracleto fu fondata a Quincey, nei pressi Nogent-sur-Seine (in diocesi di Troyes), da Pietro Abelardo che, dopo il 1127, vi collocò la priora Eloisa e le sue monache. Il monastero fu approvato da papa Innocenzo II nel 1131. Fu casa-madre di un ordine monastico sopravvissuto fino alla Rivoluzione francese.

## Storia
L'abbazia fu fondata da Pietro Abelardo. Nel 1118, dopo che era stata scoperta la sua relazione clandestina con l'allieva Eloisa, aveva abbracciato la vita religiosa tra i monaci dell'abbazia reale di Saint-Denis a Parigi; nel 1122 ottenne dall'abate Sugerio il permesso di recarsi ovunque volesse per condurre un'esistenza solitaria e Abelardo eresse a Quincey, un luogo isolato nella campagna di Troyes, un piccolo oratorio di canne e stoppie intitolato alla Trinità.
Attorno ad Abelardo si riunì una vasta comunità di discepoli che si costruirono delle capanne vicino a quella del maestro: l'oratorio, ampliato e ricostruito in pietra e legno, fu chiamato Il Paracleto poiché Abelardo vi era giunto "fuggendo e in preda alla disperazione" e che vi aveva trovato "un po' di conforto grazie alla divina misericordia".
Al Paracleto Abelardo scrisse alcune delle opere della sua maturità, ma nel 1126 dovette lasciare la comunità per assumere l'ufficio di abate di Saint-Gildas-de-Rhuys, in Bretagna.
Abelardo continuò comunque a occuparsi del Paracleto e presto donò l'oratorio e le terre circostanti a Eloisa e e alle sue compagne monache, che nel 1127 erano state espulse dal loro monastero di Argenteuil dell'abate Sugerio. La donazione fu confermata da un privilegio di papa Innocenzo II del 28 novembre 1131.
Per alcuni anni Abelardo continuò a visitare frequentemente il Paracleto, ma poi iniziò a recarvisi sempre più raramente per evitare calunnie. Continuò a interessarsi delle monache, sia cercando di alleviare la loro estrema povertà (lasciò un De eleemosyna pro sanctimonialibus de Paraclito), sia contribuendo a organizzare la loro vita religiosa: il carteggio tra Abelardo ed Eloisa contiene una vera e propria "regola di vita" per le religiose del Paracleto (epistola VIII), mentre le epistole X e XI contengono una serie di Sequentiae e Hymni per la liturgia del monastero e una raccolta di Sermones composti da Abelardo su sollecitazione di Eloisa.
Dopo la morte di Abelardo, spentosì a Cluny, nel 1142 Eloisa ottenne dell'abate Pietro che i suoi resti fossero traslati al Paracleto.
L'abbazia del Paracleto ebbe cinque filiali (La Pommeraie, Traînel, Laval, Noëfort, Saint-Flavit) insieme con le quali formò un ordine religioso che sopravvisse fino al 1792, quando fu soppresso al tempo della Rivoluzione francese.
L'osservanza delle monache del Paracleto (dette anche diaconesse) si basava sulla regola di san Benedetto, sull'epistola VIII di Abelardo e sugli Excerpta ex regulis Paraclitensis monasterii  compilati del Duecento.